# Ildikó Schwarczenberger
Ildikó Tordasi z d. Schwarczenberger (ur. 9 września 1951 w Budapeszcie, zm. 13 lipca 2015 tamże) – węgierska florecistka, czterokrotna medalistka olimpijska i wielokrotna medalistka mistrzostw świata.
Na igrzyskach olimpijskich w Monachium w 1972 roku wspólnie z Ildikó Újlaky-Rejtő, Ildikó Bóbis, Márią Szolnoki i Ildikó Rónay zdobyła drużynowo srebrny medal. W zawodach indywidualnych nie startowała. Na rozgrywanych cztery lata później igrzyskach olimpijskich w Montrealu wywalczyła złoty medal w turnieju indywidualnym. W rundzie finałowej, w walce barażowej o złoty medal pokonała Włoszkę Marię Consolatę Collino 5:4. Parę dni później razem z Ildikó Újlaky-Rejtő, Ildikó Bóbis, Magdą Maros i Edit Kovács zajęła trzecie miejsce w zawodach drużynowych. Brała też udział w igrzyskach olimpijskich w Moskwie w 1980 roku, gdzie reprezentacja Węgier w składzie: Magda Maros, Edit Kovács, Ildikó Schwarczenberger, Zsuzsanna Szőcs i Gertrúd Stefanek zdobyła brązowy medal. W rywalizacji indywidualnej była tym razem dziewiąta.
Podczas mistrzostw świata w Wiedniu w 1971 roku wspólnie z Ildikó Újlaky-Rejtő, Ildikó Bóbis, Márią Szolnoki i Judit Ágoston-Mendelényi wywalczyła srebrny medal w turnieju drużynowym. W tej samej konkurencji zdobywała także złoty medal na mistrzostwach świata w Göteborgu (1973), srebrne na mistrzostwach świata w Grenoble (1974), mistrzostwach świata w Budapeszcie (1975), mistrzostwach świata w Melbourne (1979) i mistrzostwach świata w Rzymie (1982) oraz brązowy na mistrzostwach świata w Clermont-Ferrand (1981). Ponadto zdobyła cztery medale w turniejach indywidualnych: srebrne na mistrzostwach świata w Göteborgu w 1973 roku (za Walentiną Nikonową z ZSRR) i mistrzostwach świata w Grenoble rok później (za Ildikó Bóbis) oraz brązowe podczas mistrzostw świata w Buenos Aires w 1977 roku (za Walentiną Sidorową i Jeleną Biełową z ZSRR) i mistrzostw świata w Melbourne dwa lata później (za Cornelią Hanisch z RFN i Walentiną Sidorową z ZSRR).
W latach 1973 i 1976 była wybierana węgierską sportsmenką roku

## Starty olimpijskie
Monachium 1972
- floret drużynowo – srebro

Montreal 1976
- floret indywidualnie – złoto
- floret drużynowo – brąz

Moskwa 1980
- floret drużynowo – brąz